# Соже (Илиноис)
Соже (енгл. Sauget) град је у америчкој савезној држави Илиноис.

## Демографија
По попису из 2010. године број становника је 159, што је 90 (-36,1%) становника мање него 2000. године.
| Група             | 2000.       | 2010.       |
| Белци             | 174 (69,9%) | 148 (93,1%) |
| Афроамериканци    | 69 (27,7%)  | 9 (5,7%)    |
| Азијати           | 3 (1,2%)    | 0 (0,0%)    |
| Хиспаноамериканци | 2 (0,8%)    | 0 (0,0%)    |
| Укупно            | 249         | 159         |